# Poro (Calabria)
Il Poro è un’area geografica della Calabria coincidente con l'omonimo promontorio che si estende nella parte occidentale della regione, andando ad occupare buona parte della provincia di Vibo Valentia, nella quale interamente ricade.

## Origini del nome
Il toponimo Poro deriva dal vocabolo greco πόρος (pòros), che significa “passaggio”.

## Geografia fisica
Il Poro si trova nella parte centro-meridionale della Calabria e nella parte occidentale della provincia di Vibo Valentia, nella quale il territorio del promontorio è interamente compreso.
A nord, ad ovest e nella porzione sud-occidentale è circondato dal mar Tirreno mentre a sud è delimitato dal fiume Mesima, che separa il Poro dalla piana di Gioia Tauro. La fascia costiera del Poro - occupante la maggior parte della cosiddetta Costa degli Dei - è compresa fra i comuni di Briatico e Nicotera e il punto più occidentale del promontorio è Capo Vaticano, facente parte del comune di Ricadi.

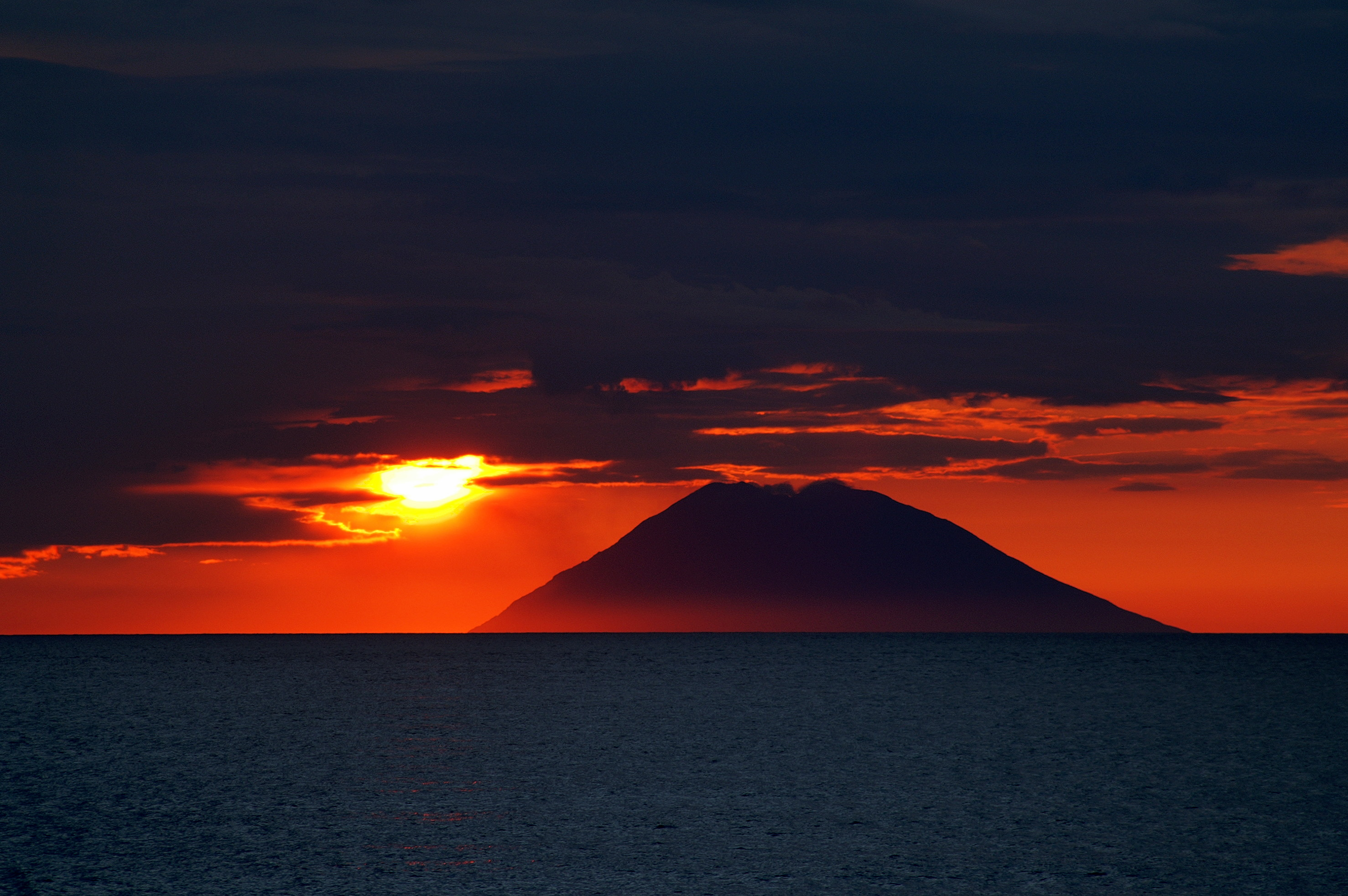
Lo Stromboli visto dalla costa del promontorio

Grazie alla sua posizione, il Poro è il territorio della Calabria più vicino alle isole Eolie: in particolar modo, l’isola di Stromboli dista circa 54 km da Capo Vaticano. 
Il punto più alto del Poro è l’omonimo monte, alto 710 metri. Alla sommità del promontorio è presente un altopiano, ripartito fra nove (Filandari, Joppolo, Limbadi, Nicotera, Spilinga, Ricadi, Rombiolo, Tropea e Zungri) dei quindici comuni del Poro.

### Territorio

#### Geologia
Geologicamente, il Poro è costituito da depositi risalenti al neogene (copertura sedimentaria silicoclastica-carbonatica), poggianti in discordanza su un basamento cristallino formatosi durante l’orogenesi ercinica. 
In particolare modo, quattro sono le principali unità deposizionali individuate:
- I - argille grigio scure (depositi lagunari) e arenarie debolmente cementate grigio chiare (depositi deltizi tidali)
- II - arenarie fossilifere (echinidi, bivalvi e gasteropodi) debolmente cementate grigie
- III - calcareniti cementate giallo-marrone chiaro (sabbie gialle a heterostegina, un foraminifero)
- IV - marne emipelagiche stratificate sottilmente, tipico di un ambiente marino profondo (marne a orbulina, un altro foraminifero)

#### Orografia

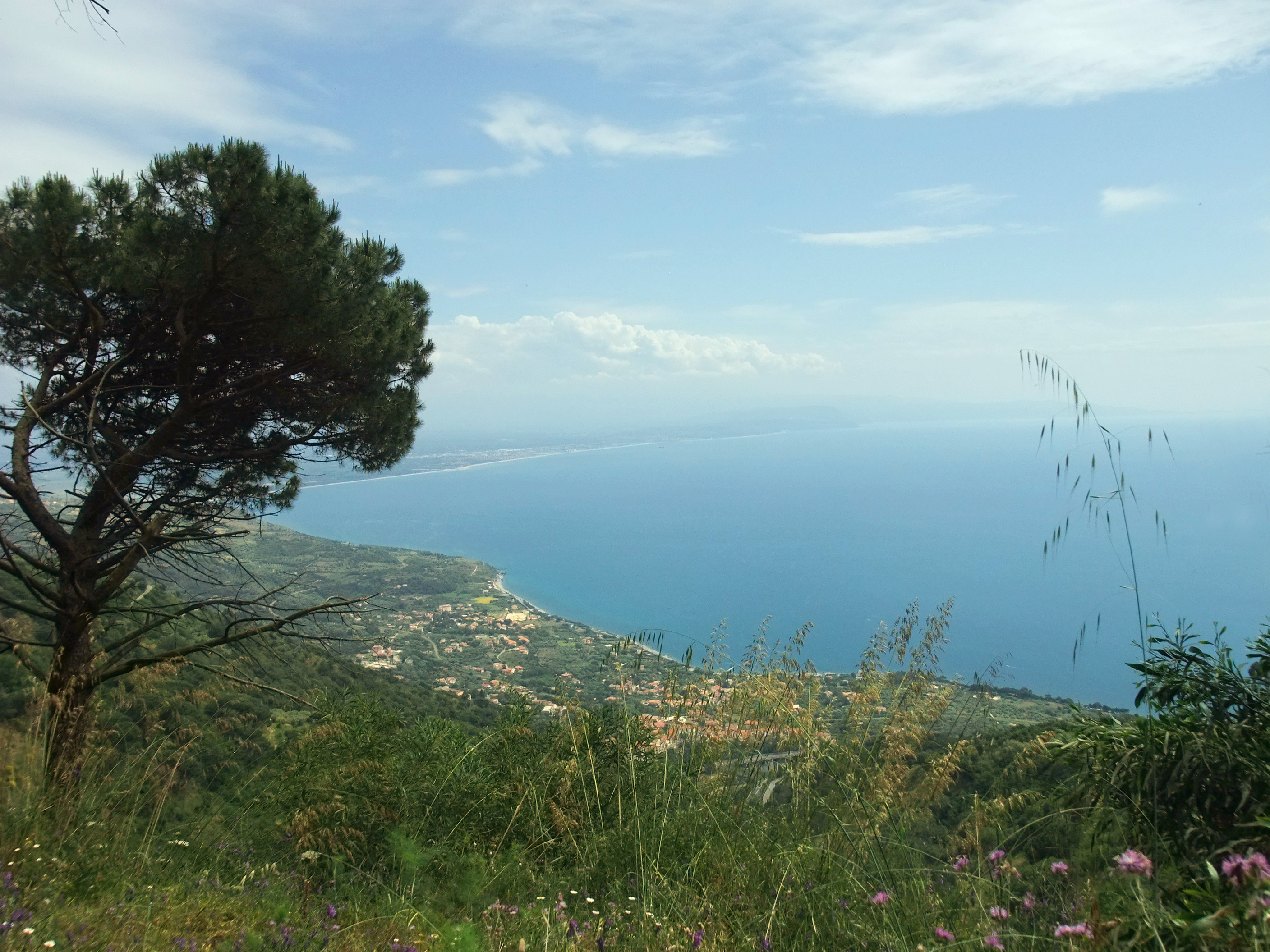
Panoramica sul golfo di Gioia Tauro

Il promontorio del Poro è caratterizzato da notevoli escursioni altimetriche: ad esempio, in un punto situato nel territorio comunale di Joppolo si passa dal livello del mare a quasi 700 metri attraverso uno spostamento di meno di tre chilometri in linea d'aria.
Il massiccio del Poro, culminante con il monte Poro propriamente detto, è un acrocoro dalla forma pressoché pentagonale che si eleva fino all’altitudine di 710 metri sul livello del mare.

### Clima

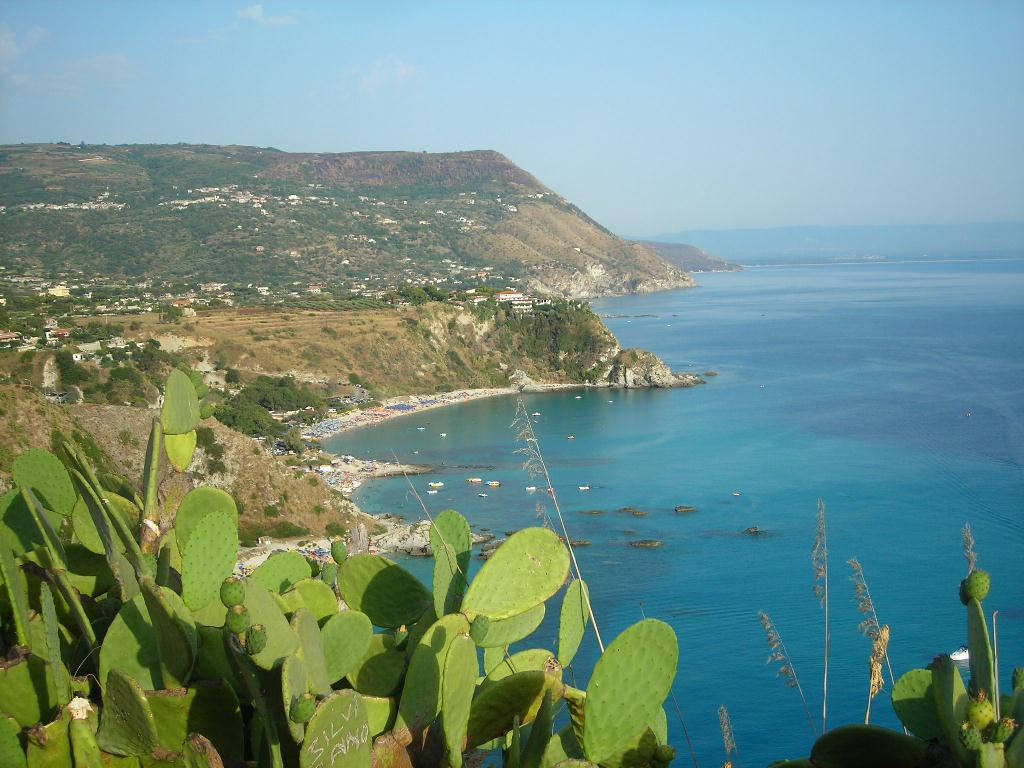

Essendo proteso nel mar Tirreno, il clima del promontorio del Poro è mediterraneo, con la presenza di precipitazioni in inverno e primavera e mite nella stagione estiva
In particolare, fino a circa 500 metri sul livello del mare le piogge non superano i 600 mm all’anno, mentre alle altitudini più elevate il clima assume carattere mediterraneo submontano e le precipitazioni annue possono toccare i 1000 mm.

#### Stazione meteorologica di Tropea
In base alla media trentennale di riferimento 1961-1990, la temperatura media dei mesi più freddi, gennaio e febbraio, si attesta a +13,8 °C; quella del mese più caldo, agosto, è di +28,5 °C.
Le precipitazioni medie annue si aggirano sui 496 mm e si distribuiscono mediamente in 53 giorni, con un prolungato minimo estivo e picco accentuato in autunno-inverno
.
| TROPEA              | Mesi | Mesi | Mesi | Mesi | Mesi | Mesi | Mesi | Mesi | Mesi | Mesi | Mesi | Mesi | Stagioni | Stagioni | Stagioni | Stagioni | Anno |
| TROPEA              | Gen  | Feb  | Mar  | Apr  | Mag  | Giu  | Lug  | Ago  | Set  | Ott  | Nov  | Dic  | Inv      | Pri      | Est      | Aut      | Anno |
| ------------------- | ---- | ---- | ---- | ---- | ---- | ---- | ---- | ---- | ---- | ---- | ---- | ---- | -------- | -------- | -------- | -------- | ---- |
| T. max. media (°C)  | 16,4 | 16,2 | 17,6 | 20,1 | 24,0 | 28,8 | 31,4 | 32,0 | 30,4 | 26,2 | 21,3 | 18,2 | 16,9     | 20,6     | 30,7     | 26,0     | 23,5 |
| T. min. media (°C)  | 11,6 | 11,3 | 12,0 | 14,6 | 17,7 | 21,8 | 24,5 | 24,9 | 23,4 | 19,8 | 15,5 | 12,6 | 11,8     | 14,8     | 23,7     | 19,6     | 17,5 |
| Precipitazioni (mm) | 86   | 73   | 70   | 23   | 14   | 5    | 3    | 5    | 11   | 55   | 70   | 81   | 240      | 107      | 13       | 136      | 496  |
| Giorni di pioggia   | 8    | 7    | 7    | 3    | 2    | 1    | 1    | 1    | 2    | 5    | 7    | 9    | 24       | 12       | 3        | 14       | 53   |

## Comuni
| Stemma | Comune       | Superficie | Popolazione |
| ------ | ------------ | ---------- | ----------- |
|        | Briatico     | 27,92      | 3.727       |
|        | Drapia       | 21,59      | 2.043       |
|        | Filandari    | 18,84      | 1.757       |
|        | Joppolo      | 15,00      | 1.625       |
|        | Limbadi      | 29,15      | 3.204       |
|        | Nicotera     | 28,25      | 5.982       |
|        | Parghelia    | 7,95       | 1.250       |
|        | Ricadi       | 22,54      | 4.914       |
|        | Rombiolo     | 22,84      | 4.290       |
|        | San Calogero | 25,34      | 3.861       |
|        | Spilinga     | 17,42      | 1.361       |
|        | Tropea       | 3,66       | 5.899       |
|        | Zaccanopoli  | 5,38       | 665         |
|        | Zambrone     | 15,77      | 1.747       |
|        | Zungri       | 23,46      | 1.820       |
| TOTALE | TOTALE       | 285,11     | 44.145      |